# Birgit Malsack-Winkemann
Birgit Malsack-Winkemann   (Darmstadt, 12 d'agost de 1964) és una política alemanya del partit d'ultradreta populista Alternativa per a Alemanya (AfD). Va ser membre del Bundestag entre 2017 i 2021.

## Biografia
Malsack-Winkemann va néixer l'any 1964 a la ciutat de Darmstadt i va estudiar dret. D'ençà 2003, Malsack-Winkemann és jutge d'assumptes jurídics a Berlín. El 2013 va entrar a la recent fundada AfD tot esdevenint diputada del Bundestag el 2017. El juny de 2021 no va aconseguir entrar a la llista AfD per al Bundestag, després de perdre contra Georg Pazderski.
El 7 de desembre de 2022, va ser detinguda per la seva suposada implicació amb un grup d'extremistes de dreta vinculats al moviment Reichsbürger que planejava un cop d'estat contra el govern alemany. Malsack-Winkemann s'hauria convertit presumptament en la ministra de justícia del govern format d'haver reeixit els seus plans.